# 日默
日默（法語：Gimeux，法語發音：[ʒimø]）是法国夏朗德省的一个市镇，属于干邑区。

## 地理
日默（45°38'8"N, 0°22'11"W）面积7.4 平方千米，位于法国新阿基坦大区夏朗德省，该省份为法国西部内陆省份，北起德塞夫勒省和维埃纳省，东临上维埃纳省，东南至多尔多涅省，南至多爾多涅省，西接滨海夏朗德省。
与日默接壤的市镇（或旧市镇、城区）包括：梅尔潘、萨勒当格勒、塞勒。

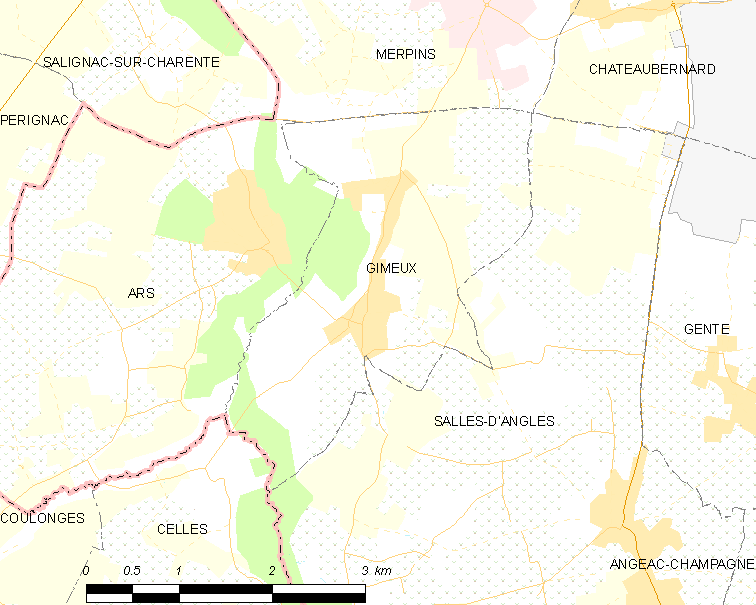
日默的OSM定位图

日默的时区为UTC+01:00、UTC+02:00（夏令时）。

## 行政
日默的邮政编码为16130，INSEE市镇编码为16152。

## 政治
日默所属的省级选区为干邑第二县。

## 人口

1962-2008年间日默人口变化图示

日默于2022年1月1日时的人口数量为727人。